# Amtsgericht Wittlage
Das Amtsgericht Wittlage (ab 1920: Amtsgericht Bad Essen) war ein Gericht der ordentlichen Gerichtsbarkeit in Wittlage.
Nach der Revolution von 1848 wurde im Königreich Hannover die Rechtsprechung von der Verwaltung getrennt und die Patrimonialgerichtsbarkeit abgeschafft.
Das Amtsgericht wurde daraufhin mit der Verordnung vom 7. August 1852 die Bildung der Amtsgerichte und unteren Verwaltungsbehörden betreffend als königlich hannoversches Amtsgericht gegründet.
Es umfasste das Amt Wittlage und das Amt Hunteburg zu Wittlage.
Das Amtsgericht war dem Obergericht Osnabrück untergeordnet. Mit der Annexion Hannovers durch Preußen wurde es zu einem preußischen Amtsgericht in der Provinz Hannover.
Mit dem Inkrafttreten des deutschen Gerichtsverfassungsgesetzes am 1. Oktober 1879 wurden reichsweit einheitlich Amts-, Land- und Oberlandesgerichte geschaffen. Das Amtsgericht Wittlage blieb bestehe und war nun dem Landgericht Osnabrück nachgeordnet.
Sein Gerichtsbezirk umfasste nun das Amt Wittlage im Landkreis Osnabrück. Am Gericht bestanden 1880 zwei Richterstellen. Das Amtsgericht war damit ein mittelgroßes Amtsgericht im Landgerichtsbezirk. Gerichtstage wurden in Hunteburg und Ostercappeln gehalten.
Es wurde durch Verordnung vom 24. Juni 1920 nach Bad Essen verlegt und am 1. Juli 1973 mit dem Amtsgericht Osnabrück vereinigt.